# ヴァン攻囲戦
ヴァン攻囲戦 または、"ヴァンの抵抗" (アルメニア語: Վանի Հերոսամարտ Vani Herosamart, トルコ語: Van Direnişi) または、"ヴァンの反乱" (トルコ語: Van İsyanı)、ヴァンのアルメニア人革命(トルコ語: Van İhtilâli)は、アルメニア人の虐殺を企てたオスマン帝国に対し、ヴァン県のアルメニア人が起こした反乱である。同時期の評者や後世の歴史家は、オスマン政府がアルメニア人の支配状態を強化することにより意図的に蜂起を扇動したと指摘しており、当時この反乱はアルメニア人を帝国から強制退去させる主な口実として使われた。しかしながら、国外追放と虐殺の決定はヴァンの反乱の前になされている。
戦闘は1915年の4月19日からロシアコーカサス軍が接近しオスマン帝国軍が撤退した5月17日まで続いた。立ち退きを強制するオスマン軍が都市を包囲した後も、アラム・マヌキアン率いる現地のアルメニア人は立て籠もりを続け、アンドラニク・オザニアンの義勇軍がヴァンに到着する1915年5月19日まで持ちこたえた。その後もアンドラニクはヴァン湖南岸のシャタク、バフチェサライ、タトヴァンを占拠することでロシア軍を支えた。夏の間に一度崩壊した義勇軍もチフリスで立て直し、同年11月から翌年3月まで戦闘は続けられた。このアンドラニクの働きにより、1916年2月にムシュはロシア軍によって占領された。ロシア軍中将フョードル・チェルノズボフ (ru) は、自軍の勝利はアルメニア人義勇軍の働きによるところが大きいとし、アンドラニクを状況判断力に長けた優秀で経験豊富な指揮官であると称賛した。